# Vol One-Two-Go Airlines 269
Le 16 septembre 2007, le vol One-Two-Go Airlines 269, un vol intérieur régulier effectué par un McDonnell Douglas MD-82 reliant Bangkok à l'île touristique thaïlandaise de Phuket, s'est écrasé contre un talus à côté de la piste 27 de l'aéroport international de Phuket à 15 h 35 UTC (10 h 35 heure française), prenant feu à l'impact lors d'une tentative de remise des gaz après un atterrissage interrompu, faisant 90 victimes parmi les 130 personnes à son bord (dont une personne décédée des suites de brûlures plusieurs jours après l'accident). Il s’agit du troisième accident aérien le plus meurtrier survenu en Thaïlande.
Le rapport final sur cet accident a été publié par le Comité thaïlandais d'enquête sur les accidents aériens (en) (AAIC). Un rapport distinct réalisé par le Conseil national de la sécurité des transports (NTSB) américain pendant deux ans a été intégré au rapport de l'AAIC. Les deux rapports ont révélé que le commandant de bord et le copilote avaient travaillé au-delà des limites légales d'heures de vol, que le copilote a tenté de donner les commandes au commandant de bord pendant la remise des gaz, qu'aucun des deux pilotes n'a mis les deux moteurs à pleine puissance et que les programmes de formation et de sécurité de la compagnie aérienne étaient inadéquates.
Entre 2009 et 2010, One-Two-Go Airlines s'est vu interdire d'opérer dans les pays de l'Union européenne pour des raisons de sécurité. Au moment de l'accident, cette compagnie aérienne était une filiale d'Orient Thai Airlines et en juillet 2010, elle a cessé ses activités et ses avions ont été entièrement repeints aux couleurs d'Orient Thai Airlines.

## Avion et équipage

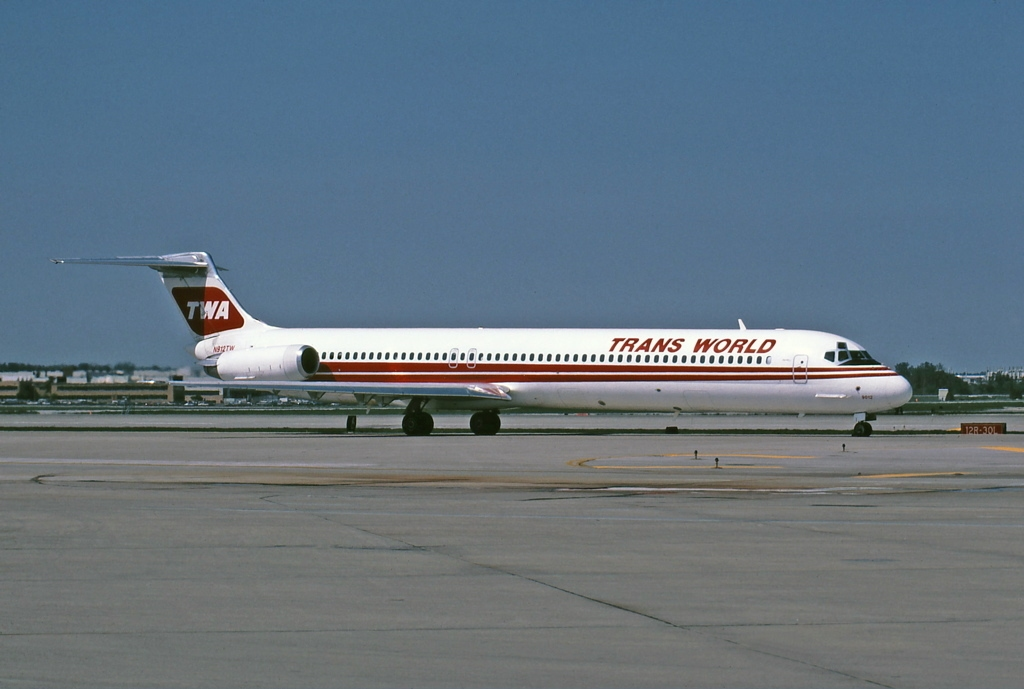
Le MD-82 impliqué dans l'accident, ici à l'aéroport international de Lambert-Saint-Louis en mai 1985, alors qu'il était toujours exploité par la TWA.

Le McDonnell Douglas MD-82 assurant le vol, immatriculé HS-OMG (numéro de série 49183/1129), a effectué son premier vol le 13 novembre 1983, puis a été livré le 20 décembre 1983 et exploité par Trans World Airlines (TWA), avec comme immatriculation N912TW, avant d'être transféré à American Airlines lors de la fusion entre les 2 compagnies aériennes en 2001, puis il a été racheté par la compagnie aérienne à bas prix One-Two-Go Airlines en février 2007, soit 7 mois avant le crash. Cet avion de ligne court/moyen-courrier, équipé de deux turboréacteurs à double flux Pratt & Whitney JT8D-217A, totalise 65 965 heures de vol et 35 498 cycles (décollage/atterrissage) au moment de l'accident.
L'équipage dans le cockpit était composé du commandant de bord Arief Mulyadi (57 ans), de nationalité indonésienne et pilote en chef de la compagnie aérienne, et également ancien pilote dans l'armée de l'air indonésienne, et du copilote Montri Kamolrattanachai (30 ans), un ressortissant thaïlandais qui avait récemment terminé sa formation de pilotage avec le programme ab initio de la compagnie aérienne. Le commandant Mulyadi totalisait 16 752 heures de vol à son actif, dont 4 330 sur MD-82, tandis que le copilote Kamolrattanachai totalisait 1 465 heures de vol, dont 1 240 sur MD-82.

## Accident
Le jour de l'accident, le vol 269 a décollé de l'aéroport international Don Muang de Bangkok, en Thaïlande, à 14h31, à destination de l'aéroport international de Phuket, avec 123 passagers (45 thaïlandais et 78 étrangers) et 7 membres d'équipage à bord. C'était alors le quatrième des six vols entre Bangkok et Phuket que le commandant Mulyadi et le copilote Kamolrattanachai devaient effectuer ce jour-là.
Lors de l'approche vers Phuket, le commandant a commis plusieurs erreurs au niveau des communications radios, notamment des relecture/réécoute de certaines communications et une erreur dans la déclaration de leur numéro de vol. Le copilote Kamolrattanachai était alors le pilote aux commandes lors de cette approche. 
Un autre avion a atterri juste avant le vol 269 et a subi un brusque cisaillements de vent. Le commandant de bord de cet appareil a ensuite contacté la tour et a signalé un cisaillement du vent en approche finale et la présence de cumulonimbus au-dessus de l'aéroport, dans un rapport audible par tous les avions aux alentours. Le contrôle aérien a demandé au vol 269 de prendre connaissance des informations météorologiques fournies et de réaffirmer ses intentions. Le commandant a accusé réception de cette transmission et a déclaré son intention d'atterrir.
Le vol 269 a alors effectué une approche ILS juste au nord de la ligne médiane de la piste 27. Au fur et à mesure que le MD-82 s'approche de la piste, le contrôle aérien a signalé des vents à 240° avec une vitesse en augmentation, passant de 15 à 30 nœuds (28 à 56 km/h), puis à 40 nœuds (74 km/h). Le commandant a accusé réception des différents rapports. Le contrôle aérien a de nouveau demandé ses intentions. Le commandant a alors déclaré : "Atterrissage".
Alors que l'avion descendait à 115 pieds (35 m) au-dessus du niveau de seuil de piste, sa vitesse anémométrique a rapidement chuté. Le commandant a demandé à plusieurs reprises plus de puissance, alors que le copilote tentait d'atterrir. L'appareil a continué sa descente et est tombé en dessous de 50 pieds (15 m), ce qui a amené l'automanette à réduire la poussée des deux moteurs jusqu'au ralenti. Une seconde plus tard, alors que l'avion est déporté sur la droite de la piste, le copilote décide d'effectuer une remise de gaz, ce qui a été reconnu par le commandant de bord. Le copilote a alors tenté de donner les commandes de l'avion au commandant de bord ; il n’y a eu aucune reconnaissance verbale de cela de la part du commandant.
Les pilotes ont rentré le train d'atterrissage et réglé les volets pour la remise des gaz. L'inclinaison de l'avion est passée de 2° à 12° à mesure que l'avion montait, avec ses moteurs toujours au ralenti. La vitesse a chuté et le MD-82 a grimpé jusqu'à une altitude maximale de 262 pieds (80 m), avant de commencer à perdre rapidement sa portance et d'entrer en décrochage.

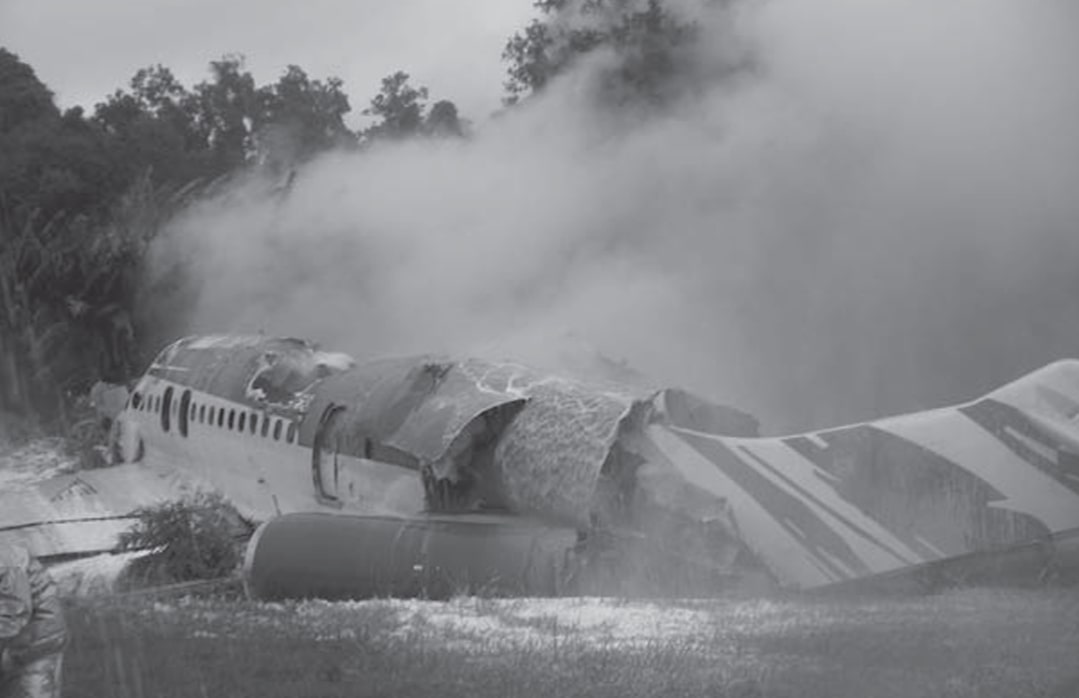
Photo montrant l'épave du MD-82 impliqué, prise peu après le crash du vol 269.

Pendant 13 secondes, les moteurs sont restés sur ralenti. L'angle de tangage de l'avion a ensuite diminué, puis la manette des gaz a été augmentée manuellement deux secondes avant que l'avion entre en collision à grande vitesse avec un talus le long de la piste à 15h40. L'appareil a été détruit lors de l'impact initial, accompagné d'un incendie qui a suivi le crash.
Les efforts des équipes de sauvetage ont été entravés par la présence d'un fossé à proximité du lieu du crash, d'une profondeur d'1,2 m et parallèle à la piste 27 sur toute sa longueur. Les 32  véhicules de secours envoyés sur place n'ont donc pas pu franchir ce fossé, alors qu'ils auraient pu accéder au site par les deux extrémités de la piste, ce qu'aucun n'a fait. Un des survivants s'est notamment plaint qu'une seule ambulance est arrivée pour s'occuper des blessés. 
Des pompiers et des secours supplémentaires venus de Phuket sont arrivés 30 minutes plus tard. De plus, l'aéroport n'a pas inclus les différentes procédures en cas d'accident à l'aéroport dans le manuel de service aérien, contrairement à ce qu'exige l'Organisation de l'aviation civile internationale (OACI).

## Bilan
Les deux pilotes ont été tués sur le coup lors de l'accident. Le 18 septembre 2007, deux jours après le crash, le corps du commandant de bord a été identifié. 21 des 57 étrangers morts dans la catastrophe ont été identifiés.
La compagnie aérienne a contacté le reste des familles des victimes pour obtenir des preuves permettant de faciliter leur identification. Certaines victimes ont subi des blessures à la tête causées par des bagages délogés. D'autres ont été piégés et brûlés vifs dans la cabine. De nombreux survivants ont été brûlés.
Diverses ambassades et ministères présents à Bangkok ont confirmé les chiffres suivants :
- Allemagne : 1 mort et 4 blessés (haut fonctionnaire) ;
- Australie : 1 mort, 1 disparu et 1 blessé (ambassade) ;
- Iran : 18 morts et 6 blessés (ambassade) ;
- Canada : 1 mort et 1 blessé ;
- États-Unis : 4 morts et 1 blessé (ambassade) ;
- France : 5 morts, 4 disparus et 1 blessé (ministère des Affaires étrangères) ;
- Israël : 6 morts, 2 disparus et 2 blessés (ministère des Affaires étrangères) ;
- Irlande : 1 mort (ministère des Affaires étrangères) ;
- Royaume-Uni : 8 morts et 2 blessés (ambassade) ;
- Suède : 1 mort, 1 disparu et 2 blessés (ministère des Affaires étrangères).

Trois hôpitaux locaux (hôpital de Bangkok-Phuket, hôpital de Siriroj, et hôpital de Vachira Phuket) soignent les blessés, 14 Thaïlandais, 8 Britanniques, 4 Allemands, 3 Iraniens, 3 Irlandais, 2 Néerlandais, 2 Israéliens, 2 Suédois, 1 Autrichien, 1 Australien, 1 Canadien, 1 Français et 1 Italien.
| Nationalité | Passager | Equipage | Survivant | Total |
| ----------- | -------- | -------- | --------- | ----- |
| Thaïlande   | 45       | 7        | 15        | 45    |
| Allemagne   | 5        | 0        | 4         | 5     |
| Australie   | 3        | 0        | 1         | 3     |
| Canada      | 2        | 0        | 1         | 2     |
| États-Unis  | 5        | 0        | 1         | 5     |
| France      | 10       | 0        | 1         | 10    |
| Israël      | 10       | 0        | 2         | 10    |
| Irlande     | 1        | 0        | 0         | 1     |
| Royaume-Uni | 10       | 0        | 2         | 10    |
| Suède       | 4        | 0        | 2         | 4     |
| Iran        | 3        | 0        | 3         | 3     |
| Pays-Bas    | 2        | 0        | 2         | 2     |
| Autriche    | 1        | 0        | 1         | 1     |
| Italie      | 1        | 0        | 1         | 1     |
| Inconnus    | 21       | 0        |           |       |
| Total       | 123      | 7        | 40        | 130   |

## Enquête
Selon Vutichai Singhamany, directeur de la sécurité au Département de l'aviation civile thaïlandaise (en) et enquêteur principal sur l'accident, les pilotes ont déployé le train d'atterrissage lors de l'approche sur la piste 27 de l'aéroport de Phuket, mais l'on rétracté lors d'une tentative de remise des gaz. Il a ajouté que les roues du train d'atterrissage n'ont pas touché la piste et que l'accident s'est produit quelques instants après que le copilotes ait relevé le nez de l'avion pour interrompre l'atterrissage.
Au moment de l'accident, les spéculations portaient sur la décision de l'équipage d'atterrir dans de mauvaises conditions météorologiques et sur le système d’alerte de cisaillement du vent à basse altitude (LLWAS) de l'aéroport, qui n'était pas opérationnel ce jour-là. Dans les semaines qui ont suivi l'accident, Singhamany a continué d'indiquer que la présence de vents cisaillants était la cause probable de cette catastrophe.
Comme l'accident impliquait un modèle d'avion fabriqué aux États-Unis, le Conseil national de la sécurité des transports (NTSB) a participé à l'accident et est arrivé sur place quelques jours plus tard. Le NTSB a inspecté l'avion et les lieux de l'accident, et interrogé les survivants et les témoins au sol. Ils ont emporté les informations obtenues à partir de l'enregistreur de paramètres de vol (« boîte noire ») aux États-Unis pour analyser les données. L'enregistreur de données de vol a immédiatement fourni des détails importants sur le déroulement du vol, notamment :
- Le cisaillement du vent n’a pas joué de rôle majeur dans l’accident
- Le copilote Kamolrattanachai était le pilote aux commandes lors de l'approche
- Les communications radio du commandant de bord avec la tour de contrôle étaient sujettes à de nombreuses erreurs
- De nombreux problèmes liés à la gestion des ressources de l'équipage (CRM) se sont produits dans le cockpit
- Il n'y a eu aucune conversation entre les deux pilotes pendant les 18 dernières secondes du vol.
- Le commutateur « TO/GA », utilisé pour la configuration de l'avion pendant la remise des gaz, n'avait pas été enfoncé
- La manette des gaz a été poussée à la puissance de remise des gaz seulement deux secondes avant que l'avion ne percute le sol.

## Conclusions
Après avoir terminé l'inspection de l'avion, le NTSB a constaté qu'il fonctionnait correctement et qu'il est resté entièrement contrôlable jusqu'à l'impact. Il a été établi que la cause de l'accident du vol 269 est une combinaison d'erreurs humaines et de problèmes liés à la gestion des opérations de vol de la compagnie aérienne, notamment :
- Performance humaine :
  - Problèmes de gestion des ressources de l'équipage, y compris la tentative de transféré le contrôle de l'avion à un moment critique
  - Échec des deux pilotes à appliquer la pleine puissance des moteurs, tout en tentant de reprendre de l'altitude
  - Problèmes liés à la fatigue, car les deux pilotes ont travaillé au-delà des seuils maximum d'heures de vol durant la semaine et le mois précédent l'accident
- Gestion opérationnel :
  - Manque de supervision dans la culture d’entreprise de One-Two-Go Airlines
  - Échec de la compagnie aérienne à effectuer les contrôles de compétence de ses pilotes, comme l'exige la réglementation aérienne
  - Formation sur simulateur n'incluant pas d'alerte de cisaillement du vent, et ne correspondant pas à la configuration des MD-82 de la compagnie aérienne.

Le NTSB a noté que, bien que les conditions météorologiques se soient détériorées au cours des dernières étapes de ce vol, le cisaillement du vent n'a pas été un facteur dans cet accident et que, pendant toute la séquence de l'accident, les pilotes ont été potentiellement distraits par les conditions météorologiques ; cependant cette distraction n'aurait pas du entraîner une perte de contrôle de l'avion.
Il a déclaré que les causes possibles de cet accident, conformément aux preuves disponibles, sont les suivantes : l'équipage n'a pas correctement effectué la remise des gaz et n'a pas réussi à activer le commutateur « TO/GA » lors de cette manœuvre. Bien que les manettes des gaz soient restées à la disposition de l'équipage pour augmenter la puissance des moteurs, ils ne les ont pas surveillées de façons adéquates pendant la remise des gaz. Un transfert des commandes, du copilote au commandant de bord, s'est produit à un moment critique de la remise des gaz. Le système de gestion de vol (FMS) de l'avion a automatiquement placé les manettes des gaz sur ralenti, puisque la configuration d'approche, avec les becs et les volets sortis pour l'atterrissage, était respectée. Sans la puissance nécessaire, la vitesse du MD-82 a rapidement diminué et l'avion a ensuite perdu sa portance au point d'entrer en décrochage, jusqu'à ce que l'appareil s'écrase brutalement au sol.
L'AAIC thaïlandais a ajouté que l'équipage n'a pas suivi la procédure opérationnelle standard pour une approche stabilisée, ainsi que pour des appels et une situation d'urgence spécifiée dans le manuel d'exploitation de vol de la compagnie aérienne. La coordination entre les deux pilotes a été jugé insuffisante, ils avaient une grosse charge de travail et accumulaient du stress, ils n'avaient pas suffisamment de repos et subissaient les effets de la fatigue. Le brusque changement des conditions météorologiques lors de l'approche les a conduit à effectuer une tentative de remise des gaz.

## Conséquences
Le 28 juillet 2008, le Département de l'aviation civile thaïlandaise a interdit de vol les avions d'Orient Thai Airlines et de One-Two-Go Airlines en raison d'un certain nombre de problèmes, notamment :
- l'absence de programmes de sécurité et de surveillance visant à garantir que les pilotes soient correctement formés et certifiés
- le fait qu'elles ne disposent pas d'un système et de la surveillance de ce système pour garantir que les pilotes respectent et ne dépassent pas les limites de temps de travail
- le fait d'avoir commis une infraction et d'avoir enfreint la loi, en soumettant des rapports de contrôle erronés de la part des plusieurs pilotes de MD-80

Le certificat de transporteur aérien (CTA) de One-Two-Go Airlines a été retiré, immobilisant la flotte de la compagnie aérienne pendant 30 jours.
En avril 2009, One-Two-Go Airlines a été ajoutée à la liste noire des compagnies aériennes interdites d'exploitation dans l'Union européenne, avant d'en être retiré peu de temps après. En septembre 2010, la compagnie aérienne a été liquidée et a par la suite fusionné avec Orient Thai Airlines.